# Ван-Дімен (затока)
Затока Ван-Дімен (англ. Van Diemen Gulf) — велика затока на півночі Австралії, розташована між півостровами Арнемленд, Коберг та островом Мелвілл. В західній частині з'єднаний протокою Кларенс з затокою Бігл, яка є частиною Тиморського моря. В північній частині (між півостровом Коберг і островом Мелвілл) з'єднаний протокою Дандас з Арафурським морем. Загальна площа затоки становить 14 тисяч км². В затоку впадають річки Мері, Аделейд, Саут-Алігейтор, Іст-Алігейтор.
Затока була відкрита у 1644 році голландським мореплавцем Абелем Тасманом, який назвав його на честь Антоні ван Дімена, генерал-губернатора голландських колоній в Ост-Індії. В 1802 році була досліджена британським мореплавцем Метью Фліндерсом.